# Tres Forques

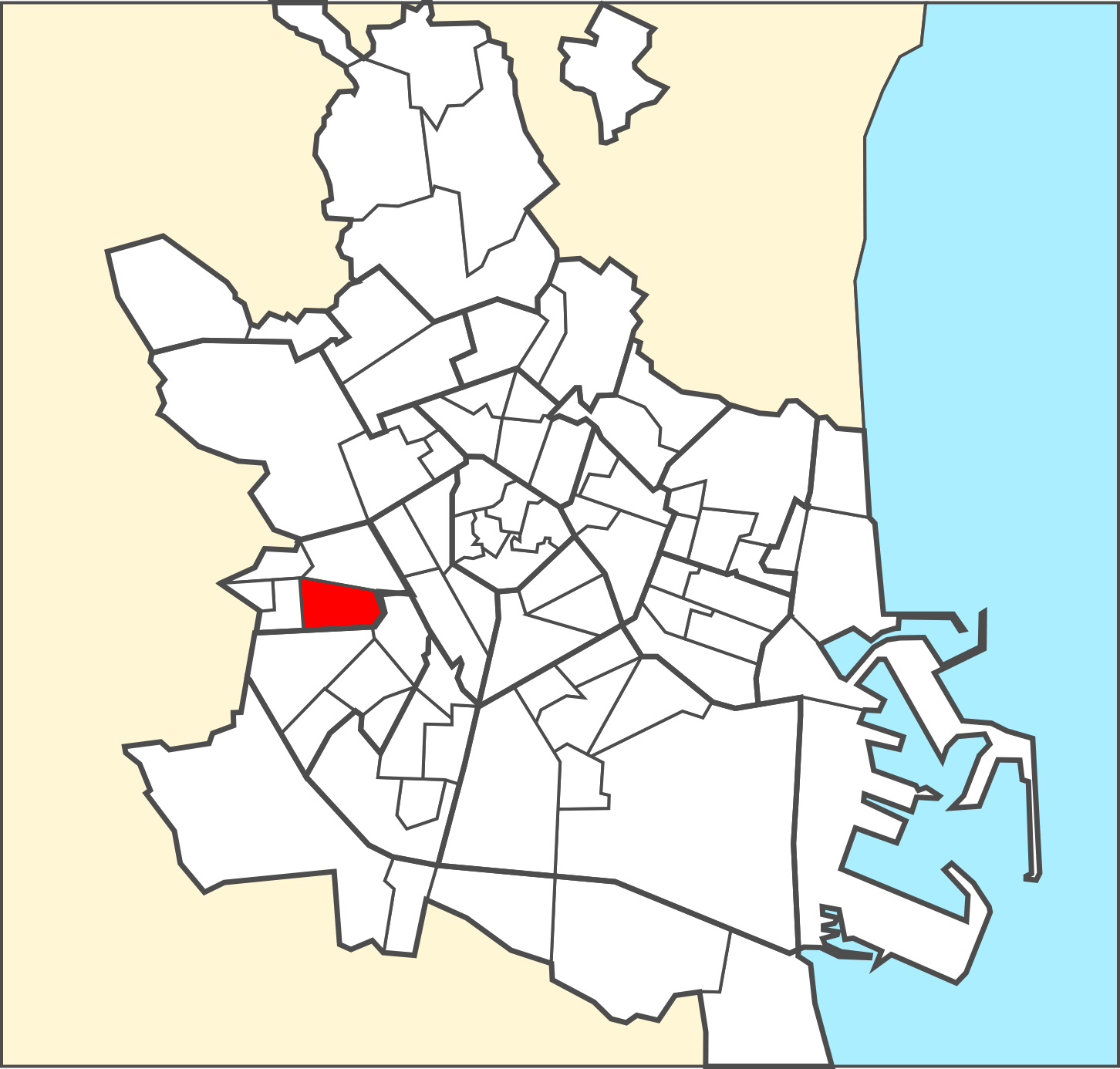
Ubicación del barrio de Tres Forques en la ciudad de Valencia.

Tres Forques es un barrio de la ciudad de Valencia (España), perteneciente al distrito de Olivereta. Está situado al oeste de la ciudad y limita al norte con Nou Moles, al este con Patraix, al sur con La Fuensanta y al oeste con Vara de Quart. Su población en 2022 era de 9.323 habitantes. En su día fue campo de Huerta y lo único que había era la antigua vía de Valencia-Utiel que pasaba por la actual calle de Tres Forques.